# 랠프 아인슨
랠프 마이클 아인슨(영어: Ralph Michael Ineson, 영어 발음: /ˈaɪnsən/, 1969년 12월 15일~)은 잉글랜드의 배우, 해설자이다. BBC 시트콤 《오피스》(2001-03)의 크리스 핀치 역, HBO 드라마 《왕좌의 게임》(2012)의 대그머 클리프트조 역, 《해리 포터》 영화 시리즈(2009-11)의 에이미커스 캐로 역, 《더 위치》(2015)의 윌리엄 역, 《스타워즈: 라스트 제다이》(2017)의 앤시브 가무스 역 등이 잘 알려져 있다.

## 출연 작품

### 영화
- 해리 포터와 혼혈 왕자 (2009)
- 해리 포터와 죽음의 성물 1부 (2010)
- 해리 포터와 죽음의 성물 2부 (2011)
- 더 위치 (2015)
- 스타워즈: 라스트 제다이 (2017)
- 닥터 두리틀 (2020) - 아널 스터빈스 역
- 더 보이 2: 돌아온 브람스 (2020) - 조지프 역
- Here Are the Young Men (2020)
- 크리에이터 (2023) - 앤드루스 역
- 오멘: 저주의 시작 (2024) - 브레넌 신부 역
- 노스페라투 (2024) - 빌헬름 지퍼스 박사 역
- 판타스틱 4: 새로운 출발 (2025) - 갤럭투스 역

### 텔레비전
- 오피스 (2001-03)
- 왕좌의 게임 (2012)
- 체르노빌 (2019)
- 그린 나이트 (2021)

### 비디오 게임
- 파이널 판타지 XVI (2023)